# Coupe de France 1938/39
Der Wettbewerb um die Coupe de France in der Saison 1938/39 war die 22. Ausspielung des französischen Fußballpokals für Männermannschaften und die letzte vor Ausbruch des Zweiten Weltkriegs. In diesem Jahr meldeten 727 Vereine.
Titelverteidiger war Olympique Marseille, der in dieser Saison allerdings frühzeitig ausschied. Gewinner der Trophäe wurde der Racing Club de Paris. Dies war sein zweiter Pokalsieg nach 1936 bei seiner dritten Finalteilnahme. Endspielgegner Olympique de Lille stand zum ersten Mal in einem Entscheidungsspiel um die Coupe de France.
Ab dem Achtelfinale waren die Profivereine unter sich; bis in die Runde der letzten acht Teams brachten es mit SO Montpellier, FC Nancy und Stade Reims auch drei Zweitdivisionäre. Dagegen erreichten überhaupt nur zwei Amateurmannschaften – Stade Béthune aus dem nordfranzösischen Bergbaugebiet und SO de l’Est aus der östlichen Pariser Banlieue – das Sechzehntelfinale.
Nach den auf regionaler Ebene organisierten Qualifikationsrunden standen 15 der 16 Erstligisten in der ersten landesweiten Runde mit 64 Mannschaften; lediglich Racing Strasbourg fehlte. Die Pokalkommission des Landesverbands FFF setzte für das Zweiunddreißigstelfinale sämtliche Begegnungen und auch das Heimrecht fest; dabei konnten Erstligisten in dieser Runde nicht aufeinandertreffen. Endete eine Begegnung nach Verlängerung unentschieden, fand das erste Wiederholungsspiel im Stadion des Kontrahenten statt, weitere auf neutralem Platz – so lange, bis ein Sieger feststand. Im Sechzehntelfinale gab es ebenfalls die Festsetzung der Begegnungen durch die Kommission, allerdings wurde ab dieser Runde generell auf neutralem Platz gespielt und das Endspiel fand traditionell im Großraum Paris statt. Ab dem Achtelfinale wurden die Paarungen für jede Runde frei ausgelost.

## Zweiunddreißigstelfinale
Spiele am 17./18. Dezember, Wiederholungsmatches am 25. Dezember 1938 bzw. 1. Januar 1939. Die Vereine der beiden professionellen Ligen sind mit D1 bzw. D2 bezeichnet, alle anderen waren Amateure (ohne Angabe der jeweiligen Spielklasse).
| - Olympique Marseille D1 – AL Gironde 9:1 - Stade Béthune – FC Dieppe D2 2:1 - SR Colmar D2 – RC Lens D1 3:1 (a) - FC Antibes D1 – CO Saint-Chamond 6:0 - Girondins Bordeaux D2 – SCO Angers 4:0 - AS Cannes D1 – Élan Béarnais Orthez 8:0 - SO de l’Est – USB Longwy D2 2:1 - OFC Charleville D2 – US Auchel 2:2 n. V., 2:2 n. V., 4:2 - Olympique Dunkerque D2 – USO Bruay 3:0 - SC Fives D1 – US Tourcoing D2 4:0 - Stade Rennes UC D2 – SM Caen 5:0 - AS Troyes D2 – CO Billancourt 2:2 n. V., 4:4 n. V., 7:0 - FC Toulouse D2 – CD Español Bordeaux 6:0 - Stade Raphaëlois – FC Sochaux D1 0:2 - SC Draguignan – FC Sète D1 0:10 - AS Saint-Étienne D1 – FC Menton 4:2 | - ASJ Châteaudun – Red Star Olympique D2 0:1 - FC Rouen D1 – US Boulogne D2 4:3 - ES Hayange – AS Hautmont D2 0:3 - Racing Calais – Excelsior Roubaix D1 0:1 - RC Arras – Le Havre AC D2 3:4 - Stade Reims D2 – Stade Français Paris 1:0 - Racing Paris D1 – US Quevilly 3:0 - Stade Saint-Brieuc UC – CA Paris D2 1:9 - CA Bessèges – OGC Nizza D2 1:6 - US Wittenheim – FC Nancy D2 1:3 - SO Merlebach – FC Mulhouse D2 1:2 - FC Bordeaux-Bouscat – SO Montpellier D2 1:3 - ES Juvisy – Olympique Lille D1 1:2 - Racing Roubaix D1 – CS Orne 1919 1:0 - Olympique Alès D2 – FC Annecy 3:0 - AC Amiens – FC Metz D1 0:1 |

## Sechzehntelfinale
Spiele am 8., Wiederholungsmatches am 12. bzw. 19. Januar 1939
| - FC Antibes D1 – OFC Charleville D2 2:0 - Girondins Bordeaux D2 – CA Paris D2 4:4 n. V., 2:1 - AS Cannes D1 – AS Troyes D2 4:2 - SC Fives D1 – OGC Nizza D2 1:0 - Stade Rennes UC D2 – Olympique Dunkerque D2 4:1 - FC Sète D1 – Le Havre AC D2 3:0 - AS Saint-Étienne D1 – Stade Béthune 1:0 - Excelsior Roubaix D1 – FC Rouen D1 3:0 | - Stade Reims D2 – AS Hautmont D2 2:1 - Racing Paris D1 – RC Lens D1 2:0 - FC Nancy D2 – Olympique Alès D2 3:0 - FC Mulhouse D2 – Red Star Olympique D2 2:1 - SO Montpellier D2 – Olympique Marseille D1 1:0 - Olympique Lille D1 – FC Toulouse D2 4:1 - Racing Roubaix D1 – SO de l’Est 3:1 - FC Metz D1 – FC Sochaux D1 1:1 n. V., 2:0 |

## Achtelfinale
Spiele am 5., Wiederholungsmatches am 9. und 16. Februar 1939
| - SC Fives D1 – FC Antibes D1 3:2 - FC Sète D1 – FC Metz D1 3:0 - Stade Reims D2 – AS Saint-Étienne D1 0:0 n. V., 1:1 n. V., 1:0 - Racing Paris D1 – FC Mulhouse D2 4:0 | - FC Nancy D2 – Stade Rennes UC D2 1:0 - SO Montpellier D2 – AS Cannes D1 0:0 n. V., 2:1 - Olympique Lille D1 – Girondins Bordeaux D2 2:1 - Racing Roubaix D1 – Excelsior Roubaix D1 4:2 |

## Viertelfinale
Spiele am 5., Wiederholungsmatch am 23. März 1939
| - SC Fives D1 – SO Montpellier D2 3:0 - FC Sète D1 – Stade Reims D2 5:0 | - Racing Paris D1 – Racing Roubaix D1 3:1 - Olympique Lille D1 – FC Nancy D2 1:1 n. V., 4:1 |

## Halbfinale
Spiele am 2. April 1939
| - Racing Paris D1 – SC Fives D1 1:0 | - Olympique Lille D1 – FC Sète D1 1:0 |

## Finale
Spiel am 14. Mai 1939 im Stade Olympique Yves-du-Manoir in Colombes vor 52.431 Zuschauern
- Racing Paris – Olympique Lille 3:1 (3:1)

### Mannschaftsaufstellungen
Auswechslungen waren damals nicht möglich.
Racing Paris: Rudolf Hiden – Maurice Dupuis, „Gusti“ Jordan, Raoul Diagne – Ramón de Zabalo, Louys Wojtkowiak – José Pérez, Oscar Heisserer, Henri Ozenne, Émile Veinante , Jules Mathé
Trainer : Sid Kimpton
Olympique Lille: Julien Darui – Jules Vandooren , János Móré, Laurent Walczak – Jules Carly, Jean Cléau – Jules Bigot, André Cheuva, Jacques Delannoy, Jean-Marie Prévost, Géza Kalocsay
Trainer : Jenő Konrád
Schiedsrichter: Paul Marenco (Nice)

### Tore
1:0 Pérez (4.)

1:1 Kalocsay (19.)

2:1 Veinante (25.)

3:1 Mathé (40.)

### Besondere Vorkommnisse
Die Zuschauerzahl war die bis dahin mit Abstand größte bei einem französischen Pokalendspiel; zuvor lag sie maximal bei 40.000 Besuchern (von 1934 bis 1937). Diese sahen in der ersten Halbzeit eine dominierende Elf von Racing. In der zweiten Hälfte verletzten sich Veinante und de Zabalo und bildeten zusammen mit Pérez einen „Rumpfsturm“, während sich eine massierte Defensive aus sieben Spielern – erfolgreich – gegen Lilles Angriffe zur Wehr setzte. Am Ende gewannen sieben Spieler und der Trainer von Racing zum zweiten Mal den Pokal; nur de Zabalo, Wojkowiak, Pérez und Heisserer waren 1936 noch nicht dabei gewesen.
Racings Mannschaft war eine kleine „Weltelf“; sie setzte sich aus Spielern zusammen, deren Geburtsorte in Argentinien (de Zabalo), Französisch-Guayana (Diagne, von der Abstammung her Senegalese), Österreich (Hiden, Jordan), Ungarn (Mathé), Polen (Wojkowiak), Spanien (Pérez), dem damals deutschen Elsass und Lothringen (Heisserer, Veinante) und auch Frankreich (Dupuis, Ozenne) stammten. Trainiert wurde sie von einem Briten.